# Visual FoxPro
Microsoft Visual FoxPro (VFP) — среда разработки систем баз данных, включающая объектно-ориентированную реляционную СУБД, объектно-ориентированный язык программирования для разработки приложений баз данных и систему построения отчётов.
Основой для данного программного продукта послужила система FoxPro, язык которой относится к семейству языков xBase, разработанных на базе синтаксиса языка программирования dBase. Другими членами данного семейства являются Clipper и Recital.

## История
Первоначально FoxPro (исходное название — FoxBASE) разрабатывалась фирмой Fox Software, начиная с 1984 года. В 1992 году Fox Technologies была куплена Microsoft, новые версии продукта значительно видоизменились и приобрели префикс «Visual». Последняя версия оригинального FoxPro — версия 2.6 — работала под Mac OS, DOS, Windows и Unix; уже в версии Visual FoxPro 3.0 от MS список поддерживаемых платформ сократился до Mac OS и Windows, а в более поздних версиях от MS — уже только до Windows. Текущая версия MS Visual FoxPro основана на COM, и Microsoft утверждает, что .NET-версии продукта не будет. Существует проект Sedna, который должен обеспечить возможность взаимодействия Visual FoxPro с .NET.
В конце 2002 года было показано, что Visual FoxPro может работать на Linux под Wine, однако это, по существу, нарушает пользовательское лицензионное соглашение (EULA).
В декабре 2005 года, VFP находился в Top 20 индекса языков программирования TIOBE. По состоянию на август 2010 года, VFP (в сочетании с XBase) находился на 25-й позиции индекса.
В марте 2007 года Microsoft объявила, что не будет выпускать VFP 10; соответственно, VFP 9 (выпущен в производство 17 декабря 2004 г.) — последний коммерческий релиз VFP от Microsoft. Поддержка версии 9 продолжается с пакетами обновления, которые были выпущены 8 декабря 2005 и 11 октября 2007 года.
Идёт работа над проектом под кодовым названием «Седна» (названном в честь карликовой планеты Седны, открытой в 2003 году), который представляет собой набор дополнений к VFP 9.0 из xBase-компонентов для поддержки ряда сценариев и алгоритмов взаимодействия с различными технологиями Microsoft, включая SQL Server 2005, .NET Framework, Windows Vista, Office 2007, Windows Search и Team Foundation Server (TFS). Microsoft выпустила «Седну» под лицензией Shared Source на сайте CodePlex. Представители корпорации Microsoft пояснили, что основной VFP будет по-прежнему оставаться закрытым исходным кодом. «Седна» была выпущен 25 января 2008. По состоянию на март 2008 года, все xBase-компоненты VFP 9 SP2 (в том числе «Седна») были доступны для развития сообществом на CodePlex.
Разработка продукта MS прекращена с выходом SP2 для версии 9.0..
В конце марта 2007 организовалось движение испаноязычного FoxPro-сообщества MasFoxPro (MoreFoxPro в английском), целью которого стало написание петиции в Microsoft с предложением продолжить работу по обновлению Visual FoxPro или открыть исходные коды.
3 апреля 2007 Microsoft ответила на просьбы заявителя таким заявлением от Алана Гривера (Alan Griver):

Мы хорошо знаем FoxPro-сообщество, и это сыграло большую роль в нашем объявлении от 13 марта. Всегда нелегко объявлять, что мы не собираемся выпускать следующую версию продукта, и к подобному мы подходим очень осторожно.
Мы не объявляем конец FoxPro: очевидно, приложения FoxPro будут продолжать работать. Согласно нашим внутренним оценкам в FoxPro 2.6 работает гораздо больше приложений, чем в VFP, а ведь FoxPro 2.6 не поддерживается много лет. Visual FoxPro 9.0 будет поддерживаться Microsoft до 2015 года.
Чтобы далее развивать FoxPro, нам потребовалось бы приступить к созданию 64-разрядной среды разработки, что привело бы к практически полной переработке продукта. Кроме того, мы инвестируем в SQL Server как в масштабируемую СУБД, в том числе поставляя бесплатную редакцию SQL Server Express Edition. Мы рассматривали передачу системы одному из наших партнёров, однако крупные FoxPro-клиенты дали нам понять, что они не будут использовать FoxPro, если эта система перестанет поставляться проверенным вендором. Мы полагаем, что наилучшее решение — выложить открытые исходные коды среды на CodePlex, что уравновесит потребности как сообщества, так и крупных клиентов.
Оригинальный текст (англ.)We’re very aware of the FoxPro community and that played a large part in what we announced on March 13th. It’s never an easy decision to announce that we’re not going to release another version of a product and it’s one that we consider very carefully.

We’re not announcing the end of FoxPro: Obviously, FoxPro applications will continue to work. By some of our internal estimates, there are more applications running in FoxPro 2.6 than there are in VFP and FoxPro 2.6 hasn’t been supported in many years. Visual FoxPro 9 will be supported by Microsoft through 2015.

For Microsoft to continue to evolve the FoxPro base, we would need to look at creating a 64-bit development environment and that would involve an almost complete rewrite of the core product. We’ve also invested in creating a scalable database with SQL Server, including the freely available SQL Server Express Edition. As far as forming a partnership with a third-party is concerned, we’ve heard from a number of large FoxPro customers that this would make it impossible for them to continue to use FoxPro since it would no longer be from an approved vendor. We felt that putting the environment into open source on CodePlex, which balances the needs of both the community and the large customers, was the best path forward.

Расширенная поддержка Visual FoxPro окончательно прекращена 13 января 2015 года.

## История версий

### Совместимость с операционными системами
| Версия              | VFP 3.0                | VFP 5.0 | VFP 6.0 | VFP 7.0                        | VFP 8.1                        | VFP 9.0                        |
| ------------------- | ---------------------- | ------- | ------- | ------------------------------ | ------------------------------ | ------------------------------ |
| Windows 3.x         | Да                     | Нет     | Нет     | Нет                            | Нет                            | Нет                            |
| Windows NT 4.0      | Да                     | Да      | Да      | Да                             | Нет                            | Нет                            |
| Windows 95          | Да                     | Да      | Да      | Только среда запуска (Runtime) | Нет                            | Нет                            |
| Windows 98          | Да                     | Да      | Да      | Да                             | Только среда запуска (Runtime) | Только среда запуска (Runtime) |
| Windows ME          | Да                     | Да      | Да      | Да                             | Только среда запуска (Runtime) | Только среда запуска (Runtime) |
| Windows 2000        | Да                     | Да      | Да      | Да                             | Да                             | Да                             |
| Windows XP          | Да                     | Да      | Да      | Да                             | Да                             | Да                             |
| Windows Server 2003 | ?                      | Да      | Да      | Да                             | Да                             | Да                             |
| Windows Vista       | В режиме совместимости | Да      | Да      | Да                             | Да                             | Да                             |
| Windows 7           | нет                    | Да      | Да      | Да                             | Да                             | Да                             |

### Исполняемые файлы
| Версия                  | Возвращаемое значение VERSION()           | Размер EXE-файла | Дата EXE-файла   | Размер DLL-файла | Название DLL-файла |
| ----------------------- | ----------------------------------------- | ---------------- | ---------------- | ---------------- | ------------------ |
| VFP 9 SP2 with Hotfixes | Visual FoxPro 09.00.0000.7423 for Windows | 5,648 kb         | 3 апреля 2009    | 4,624 kb         | VFP9R.DLL          |
| VFP 9 SP2               | Visual FoxPro 09.00.0000.5721 for Windows | 5,648 kb         | 16 октября 2007  | 4,624 kb         | VFP9R.DLL          |
| VFP 9                   | Visual FoxPro 09.00.0000.2412 for Windows | 5,620 kb         | 13 декабря 2004  | 4,600 kb         | VFP9R.DLL          |
| VFP 8                   | Visual FoxPro 08.00.0000.3117 for Windows | 5,236 kb         | 25 сентября 2003 | 4,200 kb         | VFP8R.DLL          |
| VFP 7                   | Visual FoxPro 07.00.0000.9465 for Windows | 4,260 kb         | 4 января 2002    | 3,344 kb         | VFP7R.DLL          |
| VFP 6                   | Visual FoxPro 06.00.8961.00 for Windows   | 4,091 kb         | 18 августа 2000  | 3,295 kb         | VFP6R.DLL          |
| VFP 5                   | Visual FoxPro 5.0.0.415 for Windows       | 4,065 kb         | 24 января 1997   | 3,148 kb         | VFP500.DLL         |
| VFP 3                   | Visual FoxPro 03.00.00.0711 for Windows   | 4,374 kb         | 16 декабря 1995  | 3,657 kb         | VFP300.ESL         |
| FPW 2.6a                | FoxPro 2.6a for Windows                   | 2,444 kb         | 28 сентября 1994 | 2,946 kb         | FOXW2600.ESL       |